# Caproni Ca.310
Caproni Ca.310 Libeccio – włoski samolot rozpoznawczy i lekki bombowiec używany przez Regia Aeronautica w początkowym okresie II wojny światowej.

## Historia
Caproni Ca.310 powstał jako rozwinięcie poprzedniej konstrukcji inż. Cesare Pallaviciniego, głównego konstruktora firmy Caproni Aeronautica Bergamasca, Ca.309 Ghibli. Podobnie jak poprzednik, otrzymał nazwę związaną z wiatrem (libeccio oznacza wiatr południowo-zachodni, wiejący od strony Libii). Główną nowością były: chowane podwozie i zastosowanie silników gwiazdowych w miejsce rzędowych.
Prototyp oblatano 9 kwietnia 1937 roku. Pięć cywilnych, nieuzbrojonych samolotów Ca.310 wzięło udział w Rajdzie Saharyjskim w lutym 1938 roku. Trzy z nich, pilotowane przez U. Maddalena, I. de Vittembeschi i G. Parodiego zajęły trzy pierwsze miejsca. Jednak podstawową wersją produkcyjną Libeccio był samolot przeznaczony dla wojska. 16 maszyn wzięło udział w wojnie domowej w Hiszpanii, służąc w Aviazione Legionaria jako samoloty rozpoznawczo-bombowe. 
Dobre osiągi prototypu spowodowały zainteresowanie konstrukcją wśród odbiorców zagranicznych. Niewielką liczbę zamówiło lotnictwo wojskowe Peru. Wzięły one udział w walkach podczas wojny granicznej z Ekwadorem w 1941 roku. Ponadto Jugosławia zamówiła 12 samolotów (później jeszcze dodatkowe 12 w wersji Ca.310 bis z oszklonym nosem kadłuba), Norwegia 24 a Węgry 36 maszyn. 
Jednak wkrótce okazało się, że osiągi samolotów seryjnych są znacznie gorsze od prototypów. W związku z tym Norwegowie, po otrzymaniu czterech pierwszych egzemplarzy, zrezygnowali z kolejnych dostaw, zamawiając w zamian 12 maszyn Ca.312 z mocniejszymi silnikami. Jednak, w związku z agresją III Rzeszy na Norwegię, samoloty te zostały przejęte przez Regia Aeronautica i służyły w Afryce Północnej do 1942 roku. Egzemplarze pozostałe w Norwegii wzięły udział w walkach w 1940 roku, działając w składzie dywizjonu bombowego operującego z Sola.
Także lotnictwo węgierskie nie było zadowolone ze swoich samolotów. W 1939 roku aż 33 z dostarczonych maszyn zostało zwrócone wytwórni w związku z poważną wadą produkcyjną. Po remoncie jednak żadna z nich nie powróciła na Węgry, zostały przejęte przez lotnictwo włoskie.
Regia Aeronautica używała Libeccio głównie na froncie afrykańskim, gdzie wobec problemów z samolotami szturmowymi typu Breda Ba.65 udzielały wsparcia wojskom lądowym. Jednak Ca.310 były do tego typu zadań zbyt powolne i słabo uzbrojone. Z czasem zostały przesunięte do zadań rozpoznawczych i transportowych. 
Po upadku Jugosławii siedem ocalałych Ca.310 (6 w wersji podstawowej i 1 Ca.310 bis) były przez pewien czas używane przez lotnictwo Chorwacji. 
Warto zaznaczyć, że również Royal Air Force było zainteresowane zakupem Libeccio. Po konferencji w Monachium Wielka Brytania planowała wzmocnienie swojego lotnictwa i potrzebowała samolotów treningowych dla szkół lotniczych. W negocjacjach z wytwórnią, trwających do końca 1939 roku, rząd brytyjski deklarował zakup 200 egzemplarzy Ca.310. Jednak nie najlepsze osiągi samolotu i rozpoczęcie produkcji jego następcy, Ca.311, spowodowały przeniesienie uwagi Brytyjczyków na nową konstrukcję. Ostatecznie rozmowy zostały zerwane po przystąpieniu Włoch do wojny po stronie III Rzeszy w czerwcu 1940 roku.

## Opis konstrukcji
Caproni Ca.310 był dwusilnikowym samolotem rozpoznawczo-bombowym konstrukcji mieszanej, o kadłubie z rurek stalowych krytym blachą i częściowo płótnem oraz skrzydłach konstrukcji drewnianej. Podwozie było klasyczne, trójpodporowe, chowane w locie. Napęd stanowiły dwa silniki gwiazdowe Piaggio P.VII C.35 o mocy 470 KM każdy, umieszczone w gondolach silnikowych na skrzydłach. Samolot był uzbrojony w dwa karabiny maszynowe kal. 7,7 mm w przykadłubowych częściach skrzydeł i jeden ruchomy karabin maszynowy tego samego kalibru w obracanej ręcznie wieżyczce strzeleckiej na grzbiecie kadłuba. Mógł przenosić do 400 kg bomb lotniczych małego kalibru lub aparaty fotograficzne w wersji rozpoznawczej.